# Теруар

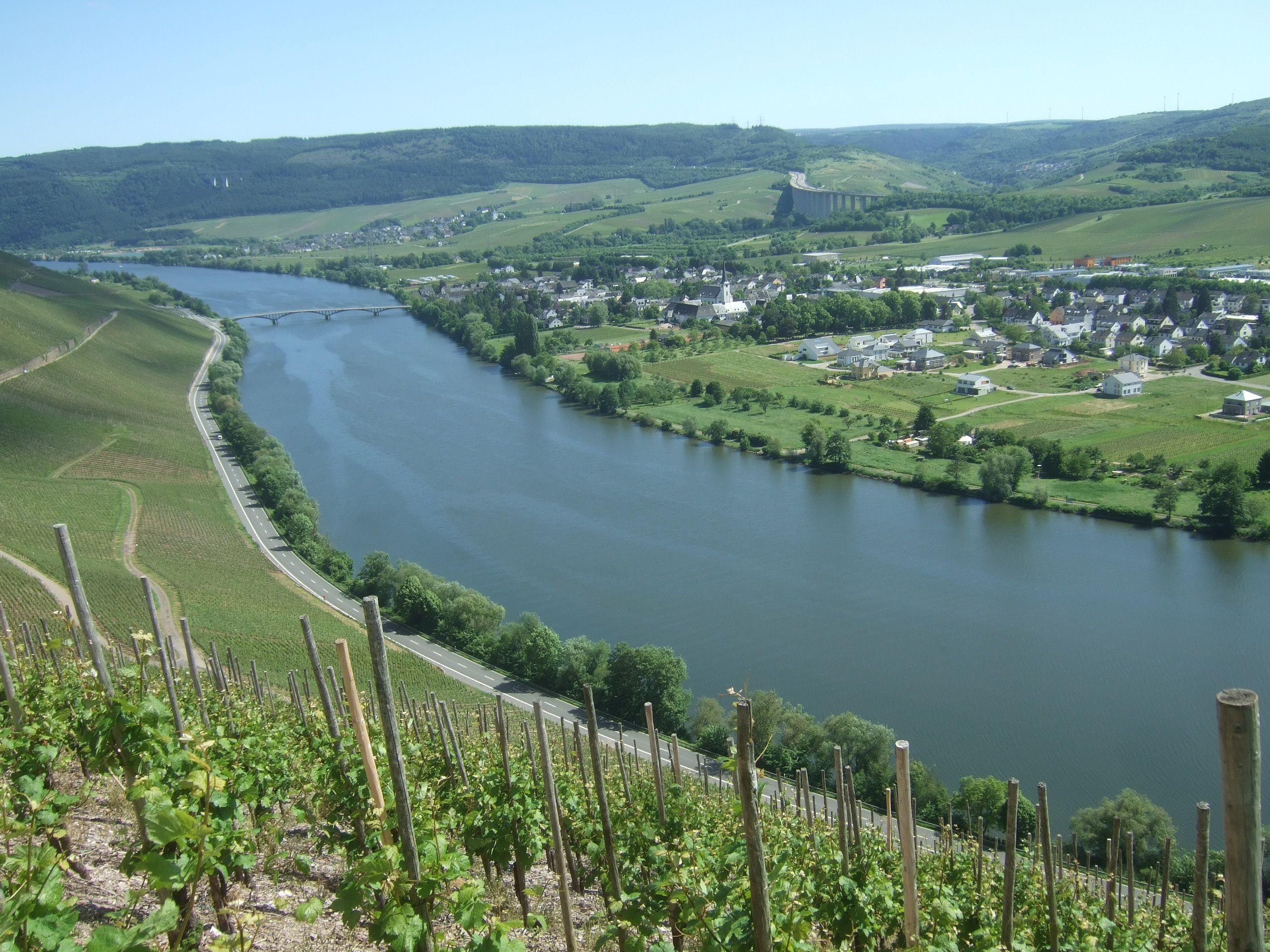
Круті схили річки Мозель створюють унікальний мікроклімат для винограду

Теруáр (фр. вимова: [tɛʁwaʁ], фр. terroir — місцевість, територія, від фр. terre — земля) — сукупність природних факторів конкретної місцевості, ділянки землі, що впливають на властивості вирощених сільськогосподарської продукції.
Поняття походить з галузі французького виноробства і в першу чергу воно стосується продуктів, на якість котрих має великий вплив місцевість їх походження — вино, кава, чай, шоколад  (какао), томати, сортова пшениця.
Маються на увазі такі конкретні умови, як — місцевий мікроклімат та, мінералогічний склад ґрунтів.

## Складові елементи теруару
- Клімат
  - температурний режим місцевості: середня температура на рік та в кожному місяці; характер зміни — максимальні та мінімальні температури впродовж року, місяця, тижня.
  - зрошення: кількість опадів, характер зміни впродовж року; хімічний склад води та інші джерела води
  - інсоляція: інтенсивність сонячного випромінювання, кількість сонячних годин та днів на рік, наявність хмар, тощо
  - вітер: інтенсивність та напрямок вітрів (роза вітрів). Сильний вітер може заважати розвитку рослин. Але він несе цілющу вологу, обдуває виноградники, за рахунок чого вони менше хворіють грибковими інфекціями. Це в свою чергу знімає необхідність їх хімічної обробки. Вітер також перешкоджає утворенню зон екстремальних температур.

- Ґрунти
  - геологічний, мінеральний, хімічний склад ґрунту
  - дренажні властивості ґрунтів
  - спроможність ґрунту акумулювати тепло від сонячної радіації

- Топографія
  - висота над рівнем моря: впливає на температурний режим та інші погодні умови
  - географічні особливості: схили (впливають на режим інсоляції та зрошення), гірські масиви (впливають на клімат)

- Рослинне та тваринне оточення
  - вплив інших рослин на хімічний склад ґрунту, ерозію
  - вплив на шкідників, комах, тощо
  - наявність шкідників
  - наявність грибкових, вірусних та інших хвороб

Важливо зазначити, що елементи теруару впливають не тільки на процес вирощування, але й на подальшу переробку сировини. Наприклад, низькі температури уповільнюють бродіння винного сусла (північ Франції), а спекотний клімат острова Мадейра є важливим фактором у характеристиках, що їх набуває вино цієї місцевості під час витримки у діжах.